# Dream Theater (álbum)
Dream Theater es el duodécimo álbum de estudio de la banda estadounidense de metal progresivo Dream Theater. El álbum fue grabado en Cove City Sound Studios en Glen Cove, New York. El guitarrista de la banda, John Petrucci, ha sido el productor y Richard Chycki (Aerosmith, Rush) se ha encargado de las mezclas. Fue publicado  por Roadrunner Records el 23 de septiembre de 2013.
Este álbum es el segundo con el baterista Mike Mangini desde la salida de Mike Portnoy de la banda. El disco es homónimo porque según las palabras del propio John Petrucci: «Veo cada nuevo álbum como una nueva  oportunidad de comenzar de nuevo. Este es el primer disco auto-titulado de nuestra carrera y no puedo pensar en nada que haga una declaración musical o creativa más fuerte que eso».

## Listado de pistas
| N.º   | Título                                                | Duración |  |
| 1.    | «False Awakening Suite - III. Lucid Dream»            | 2:42     |  |
| 2.    | «The Enemy Inside»                                    | 6:17     |  |
| 3.    | «The Looking Glass»                                   | 4:53     |  |
| 4.    | «Enigma Machine»                                      | 6:01     |  |
| 5.    | «The Bigger Picture»                                  | 7:40     |  |
| 6.    | «Behind the Veil»                                     | 6:52     |  |
| 7.    | «Surrender to Reason»                                 | 6:34     |  |
| 8.    | «Along for the Ride»                                  | 4:45     |  |
| 9.    | «Illumination Theory - V. Surrender, Trust & Passion» | 22:17    |  |
| 68:01 |                                                       |          |  |

## Personal

### Música
- James LaBrie - Voz
- John Petrucci - Guitarra y coros
- Jordan Rudess - Teclados
- John Myung - Bajo
- Mike Mangini - Batería

### Producción
- John Petrucci - Productor
- Richard Chycki - Ingeniero y mezclador